# Русполи
Марескотти-Русполи (итал. Mareschotti-Ruspoli) — род папской знати, выдвинувшийся на первый план в начале XVIII века. 
В 1617 г. последняя представительница богатого тосканского рода Русполи (Ruspoli) вышла замуж за графа Виньянелло из рода Марескотти (Marescotti). На первых порах их потомки носили двойную фамилию Марескотти-Русполи, однако со временем стали именоваться просто Русполи. С 1709 года глава рода носит титул князя Черветери. Наследственным в роду Русполи является пост генерал-квартирмейстера папских дворцов. 
От брака Камилло Русполи (1788—1864) с герцогиней Суэка — дочерью и наследницей испанского временщика Мануэля Годоя — происходит испанская ветвь рода, которая угасла в 2016 году.

## История

### Происхождение
История флорентийского семейства Русполи может быть прослежена до XIII века. В начале XVI века Бартоломео Русполи, сын Лоренцо Русполи, разбогател благодаря деловым операциям с семейством Альтовити, крупными банкирами и торговцами шерсти. В 1529 году Бартоломео уехал из Флоренции в Рим, где женился на Марии Ардингелли, племяннице кардинала Никколо Ардингелли, влиятельного члена фракции Фарнезе и близкого соратника Алессандро Фарнезе, будущего папы римского Павла III. Благодаря этому семья Русполи интегрировалась в римскую курию и стала пользоваться покровительством папского двора. 
Сыновья и дочери Бартоломео породнились с семьями римской знати: Мути, Кавальери и Флориди. В 1531 году Бартоломео Русполи был назначен петиционером апостольских писем папы Климента VII. В 1535 году он получил должность приора Флоренции. В 1617 г. последняя представительница рода Виттория Русполи вышла замуж за Сфорца Вичино Марескотти, графа Виньянелло. Один из сыновей Виттории принял фамилию и герб Русполи.
Кичливая римская знать считала семейство Марескотти-Русполи выскочками-нуворишами из провинции. В противовес этим представлениям Марескотти объявили своим предком шотландского дворянина Мариуса Скотуса, якобы родившегося в области Галлоуэй, на юго-западе Шотландии в VIII веке. Марескотти утверждали, что Мариус Скотус (Марио Ското) с отрядом шотландцев оказал помощь королю франков Карлу Великому в войне против королевства лангобардов в Италии. Впоследствии Мариус Скотт якобы отличился во многих военных кампаниях Карла Великого, под конец жизни женился на итальянской девушке знатного рода и поселился в Риме, где ему была предоставлена честь сопровождать папу. В апреле 799 года после похищения папы римского Льва III Мариус Ското нашёл его в монастыре на холме Авентин и вернул в Латеран. В 800 году Марио Ското якобы получил титул графа Баньякавалло в Романьи, а в IX веке его потомки — Марескотти — получили обширную вотчину между реками Ламоне и Савио.
Фабрицио Русполи, сын Бартоломео Русполи и Марии Ардингелли, командир военно-морского флота, отличился в битве при Лепанто в 1571 году. Орацио Русполи, брат Фабрицио, был успешным банкиром и основателем Банко Русполи в Сиене. Орацио женился на Феличе Кавальери и имел двух детей.
Лоренцо Русполи, кузен Фабрицио и Орацио, был успешным банкиром и консулом во Флоренции. Его женой была Мария ди Бернардо Франчески, от которой у него было два сына: Антонио и Франческо (последний получил известность как поэт-сатирик).
Виттория Русполи (1598—1681), дочь Орацио и Феличе Кавальери, в 1617 году вышла замуж за Сфорца Вичино Марескотти (1589—1655), графа Виньянелло и сеньора Паррано. Бартоломео Русполи, бездетный брат Виттории, купив маркграфство Черветери и дворец Арачели в Риме, завещал их потомкам сестры.
Сфорца Вичино Марескотти (1589—1655), муж Виттории, по отцовской и материнской линии происходил от дома Фарнезе. От своего отца он унаследовал феод Виньянелло. Его бабкой была Джулия Фарнезе (1527—1557), а сестрой — благочестивая Клариса, канонизированная католической церковью под именем святой Гиацинты. После угасания династии Фарнезе (герцогов Латера) потомки Виттории Русполи сохранили за собой титул графов Виньянелло и замок в одноимённом городе до настоящего времени.
В 1708 году Франческо Марескотти-Русполи, внук Виттории, во главе собственного полка защищал папское государство — Ватикан. В 1709 году он вынудил отступить австрийцев, а награду папа римский Климент XI пожаловал ему титул 1-го князя Черветери. С 1808 года князья Черветери носят титул великих магистров Священного Апостольского Странноприимного Дома.

## Римская линия: князья Черветери
Франческо Мария Марескотти Русполи, первенец Алессандро Марескотти, 5-го графа Виньянелло (ум. 1703), родился в 1672 году. В 1695 году он женился на сеньоре Изабелле Чези, дочери Джузеппе Анджело, 5-го герцога де Акваспарта и Гиацинты Конти, герцогини Поли (сестры папы Иннокентия XIII).
После судебных тяжб он унаследовал поместья. 4 сентября 1705 году ему был пожалован титул маркиза Черветери. Франческо Мария способствовал развитию Аркадской академии, членом которой он являлся под псевдонимом Олинто. В 1707 году Рим посетил начинающий немецкий композитор Георг Фридрих Гендель, в течение двух лет он гостил у Франческо Марии Русполи, который назначил его своим придворным капельмейстером.
При поддержке своего дяди, кардинала Галеаццо Марескотти, Франческо Мария Русполи стал добиваться от папы римского княжеского титула. Многие знатные римские семейства, такие как Альдобрандини, Боргезе, Бонкомпаньи и Эрба-Одескальки, представители которых избирались на папский престол, уже получили княжеский титул. Но члены семьи Русполи ещё не становились папами, поэтому было необходимо сделать щедрый дар в пользу Святого Престола. В 1707 году кардинал убедил своего племянника передать военный бриг в дар Святому Престолу. Современный корабль был доставлен в Чивитавеккью.
В 1708 году Франческо Мария Русполи сформировал за свой счет собственный полк для защиты Святого Престола. В 1709 году полк Русполи в битве под Феррарой вынудил австрийцев отступить на север от реки По. 3 февраля 1709 года в знак благодарности Франческо Марии Русполи папа римский Климент XI пожалован ему титул князя де Черветери.
В 1710 году князь Франческо Мария Марескотти Русполи приобрёл поместья Риано. В 1713 году он выкупил поместье Сан-Феличе-Чирчео, которое он передал в 1718 году мужу своей дочери — Филиппо Орсини. В том же 1713 году он приобрёл у семьи Каэтани палаццо в Риме, с тех пор известное как палаццо Русполи.
В 1721 году папа римский Бенедикт XIII пожаловал Франческо Марии Русполи наследственный титул «Principe Romano». В 1725 году Бенедикт XIII посетил Виньянелло, где торжественно освятил новую приходскую церковь, построенную по распоряжению Франческо Марии Русполи. Один из сыновей Франческо Марии, именем Бартоломео, получил от папы кардинальскую шапку и закончил свою жизнь великим приором Мальтийского ордена.
По состоянию на 2016 год княжескую семью возглавляет Франческо Русполи, 10-й князь ди Черветери (род. 1967), старший сын и преемник 9-го князя (1924—2005), известного широкой публике своими ролями в кино.

## Испанская линия: герцоги Суэка
Камило Русполи (1788—1864), второй сын Франческо Русполи, 3-го князя ди Черветери (1752—1829), и графини Марии Леопольдины фон Кевенхюллер-Меч, был женат на Карлоте Луизе Годой-и-Бурбон, дочери Мануэля де Годоя, князя де ла Паса, и его первой жены, Марии Терезы де Бурбон-и-Вильябрига, 15-й графини Чинчон, которая была дочерью инфанта Луиса Антонио де Бурбона-и-Фарнесио. Камило Русполи стал основателем испанской семейной линии: герцогов де Суэка и Алькудия.
Ему наследовал в 1864 году его старший сын, Адольфо Русполи-и-Годой (1822—1914), 2-й герцог Алькудия, гранд Испании 1-го класса и 3-й граф Эворамонте. В 1857 году он женился на испанской дворянке Росалии Альварес-де-Толедо-и-Сильва (1833—1865), дочери 17-го герцога Медина-Сидония.
Его преемником в 1914 году стал его старший сын — Карлос Русполи и Альварес де Толедо (1858—1936), 3-й герцог де Суэка, 3-й герцог Алькудия, 17-й граф Чинчон, 4-й граф Эворамонте, гранд Испании 1-го класса. Его первой женой стала в 1896 году Кармен Каро-и-Каро, маркиза де ла Романа (1856/1865 — 1907). Вторично в 1911 году он женился на Хосефе Пардо-и-Мануэль-де-Вильена (1869—?).
Ему наследовал в 1936 году его единственный сын от первого брака, Камило Русполи-и-Каро (1904—1975), 4-й герцог Суэка, 4-й герцог Алькудия, 18-й граф Чинчон, 5-й маркиз Боадилья-дель-Монте, гранд Испании 1-го класса. В 1931 году он женился на Марии де Белен Моренес-и-Артеага (1906—1999), 18-й графине Баньярес.
Его преемником стал его старший сын, Карлос Освальдо Русполи-и-Моренес (1932—2016), 5-й герцог де Суэка, 5-й герцог Алькудия, 19-й граф Чинчон, гранд Испании 1-го класса. С 1980 года был женат на Мария дель Росарио Хербош-и-Уидобро (род. 1943), от брака с которой детей не имел.
После смерти в 2016 году Карлоса Освальдо Русполи титулы герцога Алькудия, герцога Суэка и графа Чинчона стали выморочными.

## Значимые персоналии
- Кардинал Бартоломео Русполи (1697—1741), сын Франческо Марии Марескотти Русполи (1672—1731)
- Карлота де Годой, 2-я герцогиня Суэка (1800—1886), единственная дочь Мануэля де Годоя, 1-го герцога Суэка и Алькудия, от первого брака с Марией Терезой де Бурбон-и-Вальябрига
- Алессандро Русполи, 9-й князь ди Черветери (1924—2005), старший сын Франческо Русполи, 8-го князя ди Черветери (1899—1989)
- Камило Русполи, 4-й герцог Алькудия и Суэка (1904—1975), единственный сын Карлоса Русполи, 3-го герцога Алькудия
- Карлос Русполи, 5-й герцог Алькудия и Суэка (1932—2016), старший сын предыдущего
- Луис Русполи, 7-й маркиз Боадилья-дель-Монте, 2-й барон Маскальбо (1933—2011), младший брат предыдущего
- Луис Русполи и Санчис, 8-й маркиз Боадилья-дель-Монте, 3-й барон Маскальбо (род. 1963), старший сын предыдущего
- Энрике Хайме Русполи, 19-й граф Баньярес (род. 1935), младший сын Камило Русполи, 4-го герцога Алькудия
- Костантино Марио Русполи, 4-й князь Поджио-Суаза (род. 1971), старший сын Маркантонио Марио Димитри Русполи, 3-го князя ди Поджио-Суаза (1926—2003)
- Карло Эмануэле Русполи, 3-й герцог Мориньяно (род. 1949), старший сын Галеаццо Альвизе Марии Эмануэле Русполи, 2-го герцога Мориньяно (1922—2003).
- Русполи, Эудженио[англ.] (1866—1893) — путешественник по Африке[3].

### Князья Черветери
- Франческо Мария Марескотти Русполи (1672—1731), 1-й князь ди Черветери (1709—1731), сын Алессандро Марескотти, 5-го графа ди Виньянелло
- Алессандро Русполи (1708—1779), 2-й князь ди Черветери (1731—1779), младший сын предыдущего
- Франческо Русполи (1759—1829), 3-й князь ди Черветери (1779—1829), старший сын предыдущего
- Алессандро Русполи (1784—1842), 4-й князь ди Черветери (1829—1842), старший сын предыдущего
- Джованни Непомуцене Русполи (1807—1876), 5-й князь ди Черветери (1842—1876), старший сын предыдущего
- Франческо Мария Русполи (1839—1907), 6-й князь ди Черветери (1876—1907), старший сын предыдущего
- Алессандро Русполи (1869—1952), 7-й князь ди Черветери (1907—1952), старший сын предыдущего
- Франческо Русполи (1899—1989), 8-й князь ди Черветери (1952—1989), старший сын предыдущего
- Алессандро Русполи (1924—2005), 9-й князь ди Черветери (1989—2005), старший сын предыдущего
- Франческо Русполи (род. 1967), 10-й князь ди Черветери (с 2005), старший сын предыдущего.

### Князья ди Поджио-Суаза
- Эмануэле Франческо Мария Русполи (1837—1899), 1-й князь ди Поджио-Суаза (1886—1899), сын Бартоломео Русполи (1800—1872), внук Франческо Русполи, 3-го князя ди Черветери
- Марио Русполи (1867—1963), 2-й князь ди Поджио-Суаза (1899—1963), третий сын предыдущего
- Маркантонио Марио Деметри Русполи (1926—2003), 3-й князь ди Поджио-Суаза (1963—2003), старший сын Костантино Русполи (1891—1942), внук предыдущего
- Костантино Марио Русполи (род. 1971), 4-й князь ди Поджио-Суаза (с 2003), старший сын предыдущего.

### Герцоги ди Мориньяно
- Франческо Альваро Мария Джорджо Русполи (1891—1970), 1-й герцог ди Мориньяно (1907—1970), сын Эмануэле Русполи, 1-го князя ди Поджио-Суаза
- Галеаццо Мария Алвис Эмануэле Русполи (1922—2003), 2-й герцог ди Мориньяно (1970—2003), единственный сын предыдущего
- Карло Эмануэле Мария Русполи (род. 1949), 3-й герцог ди Мориньяно (с 2003), старший сын предыдущего.